# La misión del embajador
La misión del embajador (título original: The Ambassador's Mission) es una novela de fantasía de la escritora australiana Trudi Canavan. Se publicó por primera vez en 2010 y forma parte de las novelas de la escritora ambientadas en el mundo de Kyralia. Protagonizado sobre todo por Sonea y su hijo Lorkin, La misión del embajador es el primer libro de la trilogía La espía Traidora y la continuación de sus Crónicas del mago negro. La edición española apareció en septiembre de 2012.

## Sinopsis
La historia de La misión del embajador transcurre veinte años después de las Crónicas del mago negro y comparte con ellas algunos de los personajes, aunque también introduce a otros nuevos. El Gremio de los Magos ha empezado a aceptar en sus filas a miembros de las clases bajas de Imardin y, aunque tolera el uso de la magia negra, está muy restringido. Sonea, protagonista de la trilogía anterior, es una de las dos personas que pueden practicarla. Su hijo Lorkin, mago, se presenta voluntario para viajar al país vecino de Sachaka (gobernado por magos negros) como ayudante del nuevo embajador Dannyl.
Mientras tanto, en Imardin, los principales Ladrones (líderes de los bajos fondos) están cayendo presas de un asesino que tal vez emplee la magia. Uno de ellos, Cery, encuentra a casi toda su familia asesinada y jura encontrar al asesino, para lo que recurrirá a la ayuda de su vieja amiga de la infancia, la maga negra Sonea.